# Дыбо, Анна Владимировна
А́нна Влади́мировна Дыбо́ (род. 4 июня 1959, Москва) — советский и российский лингвист, компаративист, специалист по тюркским, монгольским и тунгусо-маньчжурским языкам, объединяемым в гипотетическую алтайскую языковую семью. Доктор филологических наук (1992), член-корреспондент РАН с 29 мая 2008 года по Отделению историко-филологических наук (языкознание), член Комиссии по борьбе с лженаукой. Представительница Московской школы компаративистики. Дочь лингвистов В. А. Дыбо и В. Г. Чургановой.

## Биография
Окончила отделение теоретической и прикладной лингвистики филологического факультета МГУ имени М. В. Ломоносова (1981; дипломная работа «Деклинационные различия в новгородских диалектах XIII-ХIV вв. и проблема локализации письменных памятников»). Проходила заочную аспирантуру в ИРЯ АН СССР. Заведующая Отделом урало-алтайских языков Института языкознания РАН. Ведущий научный сотрудник Центра компаративистики Института восточных культур РГГУ. Анне Дыбо принадлежат влиятельные работы в области семантической реконструкции праязыка и протокультуры (на алтайском материале).
Степень доктора филологических наук присуждена при защите кандидатской диссертации «Семантическая реконструкция в алтайской этимологии» (1991). Член экспертного совета ВАК РФ по филологии и искусствоведению (2013—2018), с 2019 года — член ВАК.
Автор ряда разделов в шеститомной «Сравнительно-исторической грамматике тюркских языков» (М., 1984—2006) и статей в издающемся многотомном «Этимологическом словаре тюркских языков». Участвует в Лингвистическом атласе Европы.
Член жюри Международного конкурса переводов тюркоязычной поэзии «Ак Торна» (2012). Входит в состав редколлегии журнала «Известия РАН. Серия литературы и языка». Входила в состав правления созданного в 2019 году и ликвидированного в 2022 году Фонда сохранения и изучения родных языков народов Российской Федерации.
Замужем, имеет троих детей. Первый муж — лингвист С. А. Крылов.

## Общественная позиция
В феврале 2022 года подписала открытое письмо российских учёных и научных журналистов с осуждением вторжения России на Украину и призывом вывести российские войска с украинской территории.

## Работы

### Монографии
1. Семантическая реконструкция в алтайской этимологии. Соматические термины (плечевой пояс). М.: Гнозис, 1995. 385 стр.
2. An Etymological dictionary of the Altaic languages (совм. со С. А. Старостиным и О. А. Мудраком). Vol. 1-3. Leiden, 2003. — 2096 p.
3. Лингвистические контакты ранних тюрков: лексический фонд: пратюркский период. М., Вост. лит. 2007. 223 стр.

### Статьи
1. Деклинационные различия новгородских диалектов XIII—XIV вв. и их локализация // Балтославянские исследования. 1986—1987. М., 1987—1988. Ч. 1-2.
2. Инлаутные гуттуральные в тунгусо-маньчжурском и праалтайском // Сравнительно-историческое языкознание на современном этапе. М., 1990. С. 51-53.
3. Иранские названия пядей // Вопросы иранистики и алановедения. Владикавказ, 1990. С. 13-15.
4. Тюрк. *t-, *d- // Славистика. Индоевропеистика. Ностратика. М., 1991. С. 50-65.
5. Die Namen des Zeigefingers in den turk- und den altaischen Sprachen // Turkologica. 26. Laut- und Wortgeschichichte der Turksprachen. Wiesbaden, 1995. S. 17-41.
6. Мир поздних пратюрков (Wörter und Sachen) // Гуманитарная наука в России: Соросовские лауреаты. (Т. 3): Филология. Литературоведение. Культурология. Лингвистика. Искусствознание: Материалы Всерос. конкурса науч.-исслед. проектов в области гуманит. наук 1994 г. М., 1996. С. 196—204.
7. К культурной лексике праалтайского языка // Балтославянские исследования, 1988—1996: Сб. науч. тр. М., 1997. С. 164—177.
8. Место сравнительно-исторического языкознания среди исторических наук. // Размышления о современной педагогике: Материалы семинара. М., 1997. С. 79-98.
9. Дентальные взрывные в пратюркском. // Аспекты компаративистики 1. М., РГГУ. 2005. С.49-82.